# Robert Franklin Young
Pour les articles homonymes, voir Robert Young et Young.
Robert Franklin Young, né le 8 juin 1915 à Silver Creek, NY, et mort le 22 juin 1986 à Silver Creek, est un auteur américain de science-fiction. À l'exception de trois années et demie passées dans le Pacifique durant la Seconde Guerre mondiale, il passe toute sa vie dans l'État de New York. Il possédait une propriété sur les berges du lac Érié.

## Biographie
Il reste assez peu connu du grand public, tant aux États-Unis qu'à l'étranger. Sa carrière s'étale sur plus de trente ans, il écrit jusqu'à sa mort. Ce n'est qu'à la fin de sa vie que l'on apprend qu'après avoir été métallurgiste dans une fonderie de métaux non ferreux (information fournie en 1972 par l'auteur à Jean-Pierre Fontana), il était concierge dans un lycée de Buffalo.
Barry N. Malzberg a pu dire à son sujet : « S'il s'est agi d'un écrivain qui devait exercer le métier de concierge pour vivre, sa vie a dû être frustrante, mais si c'était un concierge qui a voulu écrire, alors il a dû avoir une vie surprenante et triomphale. »
Sa production commence en 1953 dans Startling Stories, puis dans Playboy, The Saturday Evening Post ou Collier's Weekly. Elle consiste essentiellement en une longue série de nouvelles de style poétique et romancé qui le fait comparer à Bradbury et Sturgeon. Bon nombre de ces nouvelles sont publiées en France dans Galaxie, Fiction et les anthologies de science-fiction du Le Livre de poche.
Une nouvelle, La Fille aux Cheveux d'Or (The Dandelion Girl) inédite en France, est publiée dans la revue Lunatique no 78-79 d'avril 2008.

## Œuvres

### Romans
- La Quête de la Sainte Grille, OPTA, coll. Anti-mondes no 20  (ISBN 2-7201-0019-6), 1975 ((en) The quest of the holy grille, 1975), trad. Jean Bailhache
- Baleinier de la nuit, OPTA, coll. Club du livre d'anticipation no 100  (ISBN 2-7201-0186-9), 1984 ((en) Starfinder, 1980), trad. Françoise MailletPublié avec Le Dernier Yggdrasil; réédition Denoël, coll. Présence du futur no 614  (ISBN 2-207-24949-2)
- Le dernier Yggdrasill, OPTA, coll. Club du livre d'anticipation no 100  (ISBN 2-7201-0186-9), 1984 ((en) The last Yggdrasil, 1982), trad. Françoise MailletPublié avec Baleinier de la nuit
- (en) Eridahn, 1983
- (en) The Vizier's Second Daughter, 1985

## Anthologies
Deux anthologies sont parues en France. Les nouvelles ont été réunies par Jean-Pierre Fontana.
- Le Pays d'Esprit, Nouvelles Éditions Oswald, coll. Fantastique - SF - Aventure no 42  (ISBN 2-7304-0139-3), 1982
- Le Léviathan de l'espace, Nouvelles Éditions Oswald, coll. Fantastique - SF - Aventure no 142  (ISBN 2-7304-0325-6), 1985

### Nouvelles

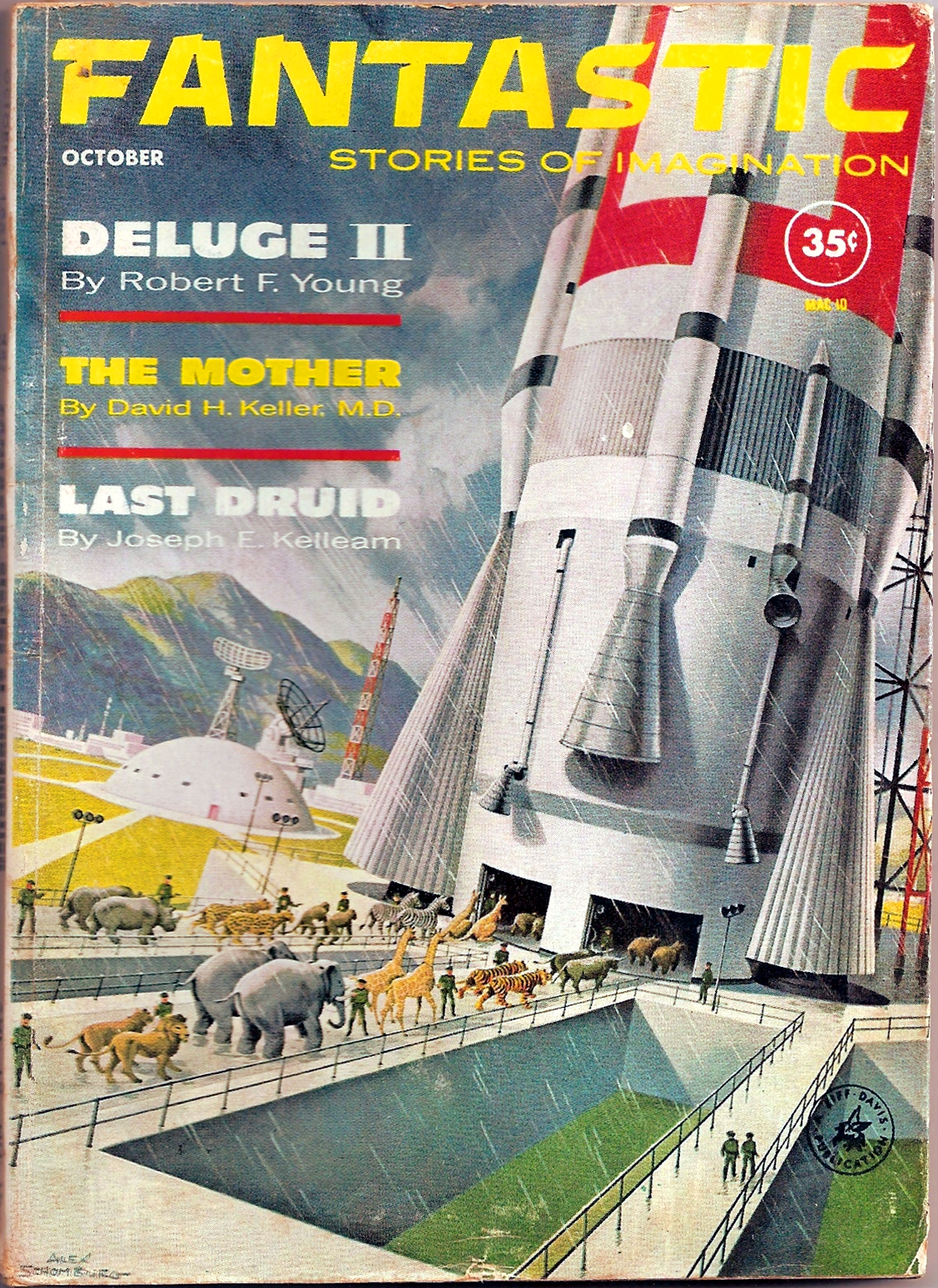
Cette couverture du magazine Fantastic d'octobre 1961 illustre une nouvelle de l'écrivain Robert Franklin Young ; Déluge II, qui réactive le mythe de l'arche de Noé pendant l'ère de la conquête spatiale.

- A Glass of Mars (Mars dans un verre de vin - Galaxie no 25, mai 1966)
- A Knyght Ther Was
- A Pattern For Penelope
- Above This Race of Men
- Abyss of Tartarus (Dans l'abîme du Tartare - Galaxie no 97, juin 1972)
- Added Inducement (Un modèle dernier cri - Fiction no 80, mai 1961)
- Adventures of the Last Earthman in His Search for Love
- Alec's Anabasis
- Arena of Decisions
- As A Man Has A Whale A Love Story
- Boarding Party
- Boy Meets Dyevitza
- Chrome Pastures
- City of Beasts
- Clay Suburb
- Cousins
- Crutch
- Darkspace
- Dialogue in a Twenty-First Century Dining Room (Dialogue dans une salle à mabger du XXIe siècle - Fiction no 216, décembre 1971)
- Divine Wind
- Doll-Friend
- Down the Ladder
- Emily and the Bards Sublime (Poète, prends ton luth - Fiction no 44, juillet 1957)
- Findokin's Way
- Fleuve Red
- Flying Pan (Poêle volante - Fiction no 87, février 1961)
- Genesis 500
- Ghosts
- Ghur R'Hut Urr
- Girl Saturday
- Glass Houses
- Glimpses
- La Déesse de granit, 1969 ((en) Goddess in Granite, 1957)Parue pour la première fois en France dans Fiction no 64
- Hex Factor
- Hologirl
- Hopsoil (Les sables bleus de la Terre - Fiction no 96, novembre 1961)
- I Bring Fresh Flowers
- In Saturn's Rings (Les anneaux de Saturne - Galaxie no 6, octobre 1964)
- In what Cavern of the Deep
- Invitation to the Waltz
- Jonathon and the Space Whale (Le léviathan de l'espace - Fiction no 110, janvier 1963)
- Jungle Doctor
- Jupiter Found
- Kingdom Come, Inc. (Le septième ciel - Fiction no 170, janvier 1968)
- L'Arc De Jeanne (L'arc de Jeanne - Fiction no 152, juillet 1966)
- Let There Be Night
- Little Dog Gone (Petit chien perdu - Galaxie no 17, septembre 1965)
- Little Red Schoolhouse (La petite école rouge - Galaxie 1re série no 37, décembre 1956)
- Lord of Rays
- Maid to Mesure (Dans quelle caverne profonde - Fiction no 134, janvier 1965)
- Mars Child
- Milton Inglorious
- Minutes of A Meeting At The Mitre
- More Stately Mansions
- Neither Stairs Nor Door
- New Route to the Indies
- Nikita Eisenhower Jones (Nikita Eisenhower Jones - Fiction no 89, avril 1961)
- No Deposit, No Refill
- O Little Town of Bethlehem II
- On the River (Sur le fleuve - Fiction no 215, novembre 1971)
- One Love Have I
- Origin of Species (L'origine des espèces - Galaxie no 37, mai 1967)
- P R N D L L
- Passage to Gomorrah
- Peeping Tommy
- Perchance to Dream
- Plane Jane
- Production Problem
- Project Hi-Rise
- Redemption
- Reflections (Reflets - Galaxie no 76, septembre 1970)
- Remnants of Things Past
- Report on the Sexual Behavior on Arcturus X (Rapport sur le comportement sexuel des habitants d'Arcturus 10 - Fiction no 130, septembre 1964)
- Revolution 20
- Romance in a Twenty-First Century Used-Car Lot (Idylle dans un parc à voitures d'occasion du XXIe siècle - Fiction no 98,janvier 1962)
- Romance In An Eleventh-Century Recharging Station (Idylle dans un relais temporel du XIe siècle - Fiction no 150, mai 1966)
- Rumpelstiltskinski
- Santa Clause (Marché de dupe - Fiction no 146, janvier 1966)
- Shakespeare of the Apes
- Spacetrack
- St. George and the Dragonmotive (St George et la dragonmotive - Galaxie no 29, septembre 1966)
- Star Mother
- Starscape with Frieze of Dreams
- Stop-Over
- Storm Over Sodom (Orage sur Sodome - Fiction no 101, avril 1962)
- Sweet Tooth (Les mangeurs de voitures, Galaxie no 15, juillet 1965)
- Techmech
- The Black Deep Thou Wingest
- The Blonde From Barsoom
- The Curious Case of Henry Dickens
- The Dandelion Girl, (La fille aux cheveux d'or, Lunatique no 78-79, avril 2008)
- The Day the Limited Was Late
- The Decayed Leg Bone
- The Deep Space Scrolls
- The Earth Books
- The Eternal Lovers (Amour sidéral - Fiction no 127, juin 1964)
- The First Mars Mission
- The Forest of Unreason
- The Garden in the Forest
- The Giant, the Colleen, and the Twenty-One Cows
- The Giantess
- The Girl in his Mind (Le pays d'esprit - Galaxie no 2, juin 1964)
- The Girl Who Made Time Stop
- The Girls from Fieu Dayol (Les filles de Fieu Dayol - Galaxie no 514, juillet 1968)
- The Hand
- The Haute Bourgeoisie
- The Honeyearthers
- The House That Time Forgot
- The Journal of Nathaniel Worth
- The Lost Earthman
- The Mindanao Deep
- The Moon of Advanced Learning
- The Princess of Akkir
- The Pyramid Project (Opération pyramide - Fiction no 219, mars 1972)
- The Quest of the Holy Grille
- The Second Philadelphia Experiment
- The Servant Problem
- The Space Roc
- The Sphinx
- The Star Eel
- The Star Fisherman
- The Star of Stars
- The Stars Are Calling, Mr. Keats
- The Summer of the Fallen Star
- The Tents of Kedar
- The Thousand Injuries of Mr. Courtney
- The Winning of Gloria Grandonwheels
- The Years
- There Was an Old Woman Who Lived in a Shoe (... et réciproquement - Fiction no 116, juin 1964)
- Une brise de septembre, OPTA, Fiction no 79, 1960 ((en) Thirty Days Had September, 1957), trad. Arlette RosenblumRéédité sous le titre Septembre avait trente jours dans le recueil Histoires de robots
- Three-Mile Syndrome
- Tinkerboy
- To Fell a Tree (L'ascension de l'arbre - Fiction no 73, décembre 1959)
- To Touch a Star (Une étoile à atteindre - Galaxie no 94, mai 1972)
- Universes
- Victim of the Year
- Visionary Shapes
- What Bleak Land
- When Time Was New (Aux premiers âges - Galaxie no 22, février 1966)
- Whom the Gods Love
- Written in the stars (Écrit dans le ciel - Fiction no 80, juin 1960))
- Your Ghost Will Walk (Les robots aiment aussi - Fiction no 115, juin 1963)